# کلاس اوسترگرن
کلاس اوسترگرن (سوئدی: Klas Östergren؛ زادهٔ ۲۰ فوریهٔ ۱۹۵۵) نویسنده، فیلم‌نامه‌نویس، و مترجم اهل سوئد است. در۲۷ فوریه ۲۰۱۴ برای عضویت در آکادمی سوئد انتخاب شد، و کرسی شماره ۱۱ را به دست آورد و به جای اولف لیند نشست. اوسترگرن بعد از۶ آوریل ۲۰۱۸ در جلسات آکادمی شرکت نکرد و در۷ مه همان سال رسماً از آکادمی سوئد اعلام کناره‌گیری کرد.

## زندگی‌نامه
اوسترگرن در خانواده ای با چهار فرزند در لیلا اسینگن (Lilla Essingen) متولد شد. پدرش متولد۱۹۰۶، اهل فنلاند بود که به سوئد نقل مکان کرد. پدر اوسترگرن هنگامی که وی نوزده ساله بود، درگذشت. در اولین سال تحصیلی، برای حضور در مدرسه اوسترگرن به متته سکولان در واساگاتان رفت. اوسترگرن در سال ۱۹۷۰وارد دبیرستان شد و در مدرسه کونگزهولمن به ادامه تحصیل پرداخت، اما در ترم اول از ادامه تحصیل منصرف شد. اوسترگرن بار دیگر در پاییز ۱۹۷۱آموزش متوسطه را در سودرالاتین، در رشته علوم طبیعی ادامه داد. در همان دوره دبیرستان، اوسترگرن یکی از سردبیران مجله ادبی لوکه بود. او در یک گروه تئاتر نیز فعال بود و یک دوره کتاب خوانی را در مدرسه پیش می‌برد.

## خانواده
اوسترگرن با پرنیلا آگوست بین سال‌های ۱۹۸۲–۱۹۸۹ ازدواج کرد. دخترش آگنس اوسترگرن، متولد ۱۹۸۵ و به عنوان بازیگر فیلم و در نقش کودک بازی کرده‌است. سپس اوسترگرن در بازدید نویسندگان از مدرسه سوئدی در پاریس با سیلا اوسترگرن آشنا شد و با وی ازدواج کرد. این زوج از این پیوند دو پسر و یک دختر دارند. Åke, Gösta, و Märta.

## نویسندگی زودرس
اوسترگرن اولین اثر ادبی خود را به صورت نثر نوشت. علاوه بر نوشتن رمان به‌طور منظم در صفحات فرهنگی اکس پرسن مقاله می‌نوشت. او علاوه بر این برای مجله مردان لکتیر مقاله می‌نوشت. در سال ۱۹۷۸ گزیده‌ای از رمان اوسترگرن به نام جنتلمن در مجله نشر نویسندگان چاپ شد. در سال ۱۹۸۰ با انتشار چهارمین رمان خود،جنتلمن، موفقیت کسب کرد. پس از نگارش رمان راوی، اوسترگرن به یک آپارتمان بزرگ در خیابان هورنزگاتان شماره۲۹ در استکهلم نقل مکان کرد. او رمان آپارتمان را که در زمان دبیرستان به صورت دسته جمعی زندگی می‌کرد نوشت. داستان آپارتمان متعلق به برادران هنری و لئو مورگان بود، اوسترگرن با قدرت تخیل خود داستان آپارتمان را با تقلیدی از کتاب اتاق قرمز آگوست استریدسبری نوشت، اوسترگرن شخصیت داستان خود را آتش زد تا بتواند همزمان برادران مورگان را جایگزین کرده و به تصویر بکشد.
رمان جنتلمن به یک رمان کلاسیک مدرن سوئدی تبدیل شد. جنتلمن یک رمان غنی تخیلی سرنوشت‌های مختلف است که اوسترگرن آن را به شکلی طنزآمیز و چشمگیر تعریف می‌کند. در این رمان ضمن طرح انتقادات اجتماعی به رفاه در جامعه سوئد می‌پردازد.
قبل از تابستان ۱۹۸۰ یک کار موقت در روزنامه اکس پرسن به او پیشنهاد شد، اما او آن را نپذیرفت و به فرانسه رفت و تا سال ۱۹۸۲ در پاریس زندگی می‌کرد. دراین دوران اوسترگرن نمایشنامه نیگل ویلیام را به نامKlassfiende کلَس فی انده (دشمن کلاس) ترجمه کرد و همچنین یک رمان کوتاه به نام Giganternas brunn گیگانترناس برون یا (چشمه غول‌ها) را نوشت.
اوسترگرن داستان انتقادات اجتماعی را در رمان شوالیه فقیر و سوئدی‌های بزرگ (۱۹۸۳)، را در اسکونه شروع کرد و در استکهلم آن را تکمیل نمود.
پس از آن اوسترگرن به دنبال سبک‌های جدید ادبی بود، در سال ۱۹۸۶، Plåster(پانسمان)، که تمرکزش بیشتر روی ترجمه بود. همچنین نجات دهنده نیازمند(Räddaren i nöden) را نوشت. از نمایشنامه‌نویس سالینگر J.D. Salinger دوازده نمایشنامه معاصر را به سوئدی ترجمه کرد.